# Det gyldne tag
Det gyldne tag (tysk: Goldenes Dachl) er et gyldent tag over en tre etagers høj karnap på en bygning i den gamle bydel i Innsbruck i Østrig. Karnappen, der er i sengotisk stil, er byens vartegn, og taget er dækket af 2.657 forgyldte kobberplader.
Huset med karnappen kaldtes tidligere Neuhof, og det er bygget af hertug Frederik IV i 1420 som residens for de tyrolske herskere. I 1500 tilføjede kejser Maximillian I karnappen, som han benyttede til at beskue turneringer på torvet nedenfor. Inden sit bryllup med Bianca Maria Sforza af Milano lod han tagets kobberplader forgylde.
Karnappen hviler på spinkle søjler, der bl.a. har et relief med Maximillian stående mellem sin første hustru Maria af Bourgogne og sin anden hustru Bianca Maria Sforza.
I 1996 indrettedes et museum for Maximillian i bygningen, og i 2007 genåbnedes museet som Museum Goldenes Dachl efter et stort renoveringsarbejde.